# Џонатан Бејли
Џонатан Стјуарт Бејли (енгл. Jonathan Stuart Bailey; Волингфорд, 25. април 1988) британски је глумац. Познат је по улози Ентонија у серији Бриџертон (2020—данас).

## Биографија
Рођен је 25. априла 1988. године у Волингфорду. Мајка му је радила као аудиолог, а отац био генерални директор за Rowse Honey. Има три старије сестре. Са 20-ак година излази из ормара и саопштава породици и пријатељима да је геј, а тек деценију касније говори о својој сексуалној оријентацији јавности.

## Филмографија

### Филм
| Улоге Џонатана Бејлија |                                  |               |                |          |
| Година                 | Српски назив                     | Изворни назив | Улога          | Напомена |
| 2007.                  | Елизабета: Златно доба           |               | дворјанин      |          |
| 2024.                  | Злица                            |               | Фијеро         |          |
| 2025.                  | Свет из доба јуре: Поново рођени |               | др Хенри Лумис |          |
| 2025.                  | Злица: Други део                 |               | Фијеро         |          |

### Телевизија
| Улоге Џонатана Бејлија |              |               |             |              |
| Година                 | Српски назив | Изворни назив | Улога       | Напомена     |
| 2013—2015.             | Бродчерч     |               | Оли Стивенс | 16 епизода   |
| 2014.                  | Доктор Ху    |               | Псај        | 1 епизода    |
| 2020—данас             | Бриџертон    |               | Ентони      | главна улога |
| 2023.                  | Сапутници    |               | Тим Лохлин  | главна улога |
| 2024.                  | Лептирићи    |               | Џек Медокс  | 1 епизода    |